# Mike Pollock
Michael B. "Mike" Pollock (09 de março de 1965), por vezes creditado como Herb Lawrence, é um dublador norte-americano, famoso por interpretar os personagens da 4Kids Entertainment e da DuArt Film and Video. Ele também é notório como o dublador atual do Doutor Eggman, personagem da série Sonic The Hedgehog,  e também dublador de Greg em Ratatoing